# 天鵝座V1817
天鵝座V1817，又名BD+55 2215，HD 184398、SAO 31741、HR 7428，是天鵝座的一颗恒星，视星等为6.37，位于銀經87.51，銀緯16.87，其B1900.0坐标为赤經19h 29m 6.6s，赤緯+55° 16.87′ 8″。